# Giải bóng đá Hạng Nhì Quốc gia 2020
Giải bóng đá Hạng Nhì Quốc gia – On Sports 2020 là mùa giải bóng đá lần thứ 24 của Giải bóng đá Hạng Nhì Quốc gia do VFF điều hành và quản lý giải đấu. Nhà tài trợ chính cho giải đấu mùa giải này là On Sports.

## Thông tin giải đấu
Ban đầu, dự kiến vào trung tuần tháng 4/2020. VFF sẽ bốc thăm, xếp lịch thi đấu mùa giải năm nay và dự kiến thi đấu vào đầu tháng 5/2020. Tuy nhiên do diễn biến phức tạp của Đại dịch COVID-19, nên giải đang hoãn. Có 15 đội tham dự, qua đó sẽ bốc thăm chia thành 2 bảng thi đấu lượt đi- lượt về, chọn 4 đội vào Vòng chung kết. 15 câu lạc bộ chia làm hai bảng theo khu vực địa lý: một bảng 7 đội; bảng còn lại 8 đội.

## Thay đổi điều lệ
Trong mùa giải này, có 15 Đội bóng chia làm hai bảng để thi đấu vòng loại. Các Đội bóng thi đấu theo thể thức vòng tròn hai lượt đi và về (sân nhà và sân đối phương) để tính điểm, xếp hạng ở mỗi bảng. Chọn hai Đội bóng có thứ hạng cao nhất ở mỗi bảng vào thi đấu Vòng chung kết. Ở vòng chung kết, Bốn đội bóng sẽ thi đấu 3 trận.
- Trận 1: 1A vs 2B
- Trận 2: 1B vs 2A
- Trận 3: Thua trận 1 vs Thua trận 2.

Hai đội thắng trận 1, 2 sẽ xếp đồng Hạng nhất giải bóng đá Hạng Nhì Quốc gia 2020. Các đội thắng trận 1, 2, 3 sẽ trực tiếp giành quyền tham dự V.League 2 mùa 2021. Một đội có điểm, chỉ số phụ thấp nhất trong 2 bảng sẽ phải xuống hạng.

### Cách tính điểm, xếp hạng ở Vòng loại
Các tính điểm:
- Đội thắng: 3 điểm
- Đội hoà: 1 điểm
- Đội thua: 0 điểm

Tính tổng số điểm của các Đội đạt được để xếp thứ hạng.
Nếu có từ hai Đội trở lên bằng điểm nhau, thứ hạng các Đội sẽ được xác định như sau: trước hết sẽ tính kết quả của các trận đấu giữa các Đội đó với nhau theo thứ tự: 
- Tổng số điểm.
- Hiệu số của tổng số bàn thắng trừ tổng số bàn thua.
- Tổng số bàn thắng.
- Tổng số bàn thắng trên sân đối phương

Đội nào có chỉ số cao hơn sẽ xếp trên
Trường hợp các chỉ số trên bằng nhau, Ban tổ chức sẽ tiếp tục xét các chỉ số của tất cả các trận đấu trong giải theo thứ tự:
- Hiệu số của tổng số bàn thắng trừ tổng số bàn thua.
- Tổng số bàn thắng.
- Tổng số bàn thắng trên sân đối phương.

Đội nào có chỉ số cao hơn sẽ xếp trên. Khi xếp hạng 2 đội về cuối để xác định suất xuống hạng, vì lý do chênh lệch đội giữa 2 bảng (bảng A có 7 đội trong khi bảng B có 8 đội), kết quả đối đầu giữa đội nhất và đội cuối bảng B sẽ không được tính đến.
Nếu các chỉ số vẫn bằng nhau, Ban tổ chức sẽ tổ chức bốc thăm để xác định thứ hạng của các đội trong bảng (trong trường hợp chỉ có hai Đội có các chỉ số trên bằng nhau và còn thi đấu trên sân thì sẽ tiếp tục thi đá luân lưu 11m để xác định đội xếp trên). Trong trường hợp việc xác định thứ hạng của các Đội bằng điểm nhau có ý nghĩa quyết định đến vị trí xếp thứ nhất, nhì hoặc xuống hạng ở mỗi bảng, Ban tổ chức có thể tổ chức thêm trận đấu loại trực tiếp (Play-off) giữa các Đội để xác định thứ hạng, thời gian và địa điểm tổ chức trận đấu do BTC giải quyết định.

### Vòng chung kết
Đội thắng trong 3 trận đấu ở vòng chung kết sẽ giành quyền tham dự V.League 2 2021.

#### Thể thức thi đấu vòng chung kết
Các trận đấu ở vòng chung kết thi đấu theo thể thức loại trực tiếp một trận, nếu sau thời gian thi đấu chính thức (90 phút) tỷ số hòa, hai đội sẽ thi đấu luân lưu 11m để xác định đội thắng (không có hiệp phụ).

## Thay đổi đội bóng
Danh sách các đội bóng có sự thay đổi so với mùa giải 2019.
| Thăng hạng từ Giải Hạng Ba - 2019 - PVF - Trẻ Thành phố Hồ Chí Minh - Phú Thọ - Đồng Nai Xuống hạng từ V.League 2 - 2019 - Phù Đổng Sáp nhập - Trẻ Hà Nội và Câu lạc bộ bóng đá Tuấn Tú Phú Thọ được hợp nhất thành Câu lạc bộ bóng đá Phú Thọ Đội bóng mới - Sanvinest - Fishan - Khánh Hòa chuyển giao suất thi đấu lại cho Triệu Minh | Xuống hạng đến Giải Hạng Ba - 2020 - Long An B Thăng hạng lên V.League 2 - 2020 - Bà Rịa – Vũng Tàu |

## Các đội bóng
15 câu lạc bộ chia làm 2 bảng theo khu vực địa lý như sau:
- Bảng A: Phú Thọ, Kon Tum, Trẻ Nam Định, Phù Đổng, Trẻ SHB Đà Nẵng, PVF, Lâm Đồng

- Bảng B: Công an Nhân dân, Đồng Nai, Triệu Minh, Bình Thuận, Gia Định, Tiền Giang, Trẻ Thành phố Hồ Chí Minh, Xổ số kiến thiết Vĩnh Long

### Sân vận động
| Đội bóng                  | Địa điểm                                                       | Sân vận động                      | Sức chứa    |
| ------------------------- | -------------------------------------------------------------- | --------------------------------- | ----------- |
| Bình Thuận                | Phan Thiết, Bình Thuận                                         | Phan Thiết                        | 6.000       |
| Công an Nhân dân          | Quận 11, Thành phố Hồ Chí Minh                                 | Công an Thành phố Hồ Chí Minh     | TBD         |
| Đồng Nai                  | Thành phố Biên Hòa, Đồng Nai                                   | Đồng Nai                          | 25.000      |
| Gia Định                  | Hóc Môn, Thành phố Hồ Chí Minh                                 | Tân Hiệp                          | 200         |
| Kon Tum                   | Thành phố Kon Tum, Kon Tum                                     | Kon Tum                           | 15.000      |
| Lâm Đồng                  | Đà Lạt, Lâm Đồng                                               | Trường Cao đẳng Sư phạm Đà Lạt    | 300         |
| Phù Đổng                  | Quận Hoàng Mai, Hà Nội                                         | Quận Hoàng Mai                    | 2,000       |
| Triệu Minh                | Thành phố Bến Tre, Bến Tre                                     | Bến Tre                           | 20,000      |
| Tiền Giang                | Mỹ Tho, Tiền Giang                                             | Tiền Giang                        | 15.000      |
| Trẻ Nam Định              | Thành phố Nam Định, Nam Định                                   | Thiên Trường                      | 30.000      |
| Trẻ SHB Đà Nẵng           | Cẩm Lệ, Đà Nẵng                                                | Hòa Xuân                          | 20.000      |
| Trẻ Thành phố Hồ Chí Minh | Củ Chi, Thành phố Hồ Chí Minh Phú Nhuận, Thành phố Hồ Chí Minh | Củ Chi Phú Nhuận                  | 7,000 1,500 |
| Phú Thọ                   | Việt Trì, Phú Thọ                                              | Phú Thọ                           | 20.000      |
| PVF                       | Văn Giang, Hưng Yên                                            | Trung tâm đào tạo bóng đá trẻ PVF | 4.600       |
| XSKT Vĩnh Long            | Thành phố Vĩnh Long, Vĩnh Long                                 | Vĩnh Long                         | 10.000      |

## Vòng loại

### Bảng xếp hạng

#### Bảng A
| VT | Đội                | ST | T | H | B | BT | BB | HS  | Đ  | Giành quyền tham dự hoặc xuống hạng               |
| -- | ------------------ | -- | - | - | - | -- | -- | --- | -- | ------------------------------------------------- |
| 1  | Phú Thọ (Q, C, P)  | 12 | 7 | 4 | 1 | 22 | 7  | +15 | 25 | Giành quyền tham dự Vòng chung kết                |
| 2  | Phù Đổng (Q, C, P) | 12 | 6 | 3 | 3 | 16 | 14 | +2  | 21 | Giành quyền tham dự Vòng chung kết                |
| 3  | PVF                | 12 | 5 | 5 | 2 | 13 | 6  | +7  | 20 |                                                   |
| 4  | Kon Tum            | 12 | 4 | 2 | 6 | 16 | 22 | −6  | 14 |                                                   |
| 5  | Trẻ SHB Đà Nẵng    | 12 | 2 | 6 | 4 | 12 | 15 | −3  | 12 |                                                   |
| 6  | Lâm Đồng           | 12 | 2 | 4 | 6 | 7  | 17 | −10 | 10 |                                                   |
| 7  | Trẻ Nam Định (R)   | 12 | 1 | 6 | 5 | 7  | 12 | −5  | 9  | Xuống chơi tại Giải bóng đá Hạng Ba Quốc gia 2021 |

#### Bảng B
| VT | Đội                       | ST | T  | H | B  | BT | BB | HS  | Đ  | Giành quyền tham dự hoặc xuống hạng |
| -- | ------------------------- | -- | -- | - | -- | -- | -- | --- | -- | ----------------------------------- |
| 1  | Gia Định                  | 14 | 11 | 2 | 1  | 35 | 11 | +24 | 35 | Giành quyền tham dự Vòng chung kết  |
| 2  | Công An Nhân Dân (P)      | 14 | 11 | 2 | 1  | 47 | 10 | +37 | 35 | Giành quyền tham dự Vòng chung kết  |
| 3  | Vĩnh Long                 | 14 | 7  | 2 | 5  | 24 | 17 | +7  | 23 |                                     |
| 4  | Bình Thuận                | 14 | 5  | 2 | 7  | 17 | 26 | −9  | 17 |                                     |
| 5  | Trẻ Thành phố Hồ Chí Minh | 14 | 3  | 4 | 7  | 16 | 32 | −16 | 13 |                                     |
| 6  | Đồng Nai                  | 14 | 4  | 0 | 10 | 16 | 30 | −14 | 12 |                                     |
| 7  | Tiền Giang                | 14 | 3  | 3 | 8  | 22 | 33 | −11 | 12 |                                     |
| 8  | Triệu Minh                | 14 | 3  | 3 | 8  | 19 | 37 | −18 | 12 |                                     |

#### Xếp hạng các đội về cuối bảng
Khi xếp hạng 2 đội về cuối để xác định suất xuống hạng, vì lý do chênh lệch đội giữa 2 bảng (bảng A có 7 đội trong khi bảng B có 8 đội), kết quả đối đầu giữa đội nhất và đội cuối bảng B sẽ không được tính đến.

| VT | Bg | Đội              | ST | T | H | B | BT | BB | HS  | Đ  | Xuống hạng                                        |
| -- | -- | ---------------- | -- | - | - | - | -- | -- | --- | -- | ------------------------------------------------- |
| 1  | B  | Triệu Minh       | 12 | 3 | 3 | 6 | 16 | 29 | −13 | 12 |                                                   |
| 2  | A  | Trẻ Nam Định (R) | 12 | 1 | 6 | 5 | 7  | 12 | −5  | 9  | Xuống chơi tại Giải bóng đá Hạng Ba Quốc gia 2021 |

### Tóm tắt kết quả

#### Bảng A
| Nhà \ Khách     | KTFC | LĐFC | PVF | PĐFC | PTFC | NĐBFC | TSHBĐN |
| --------------- | ---- | ---- | --- | ---- | ---- | ----- | ------ |
| Kon Tum         |      | 0–1  | 1–2 | 3–3  | 0–3  | 3–0   | 2–0    |
| Lâm Đồng        | 0–4  |      | 0–1 | 0–2  | 0–1  | 3–1   | 0–0    |
| PVF             | 3–0  | 0–0  |     | 0–1  | 0–1  | 0–0   | 2–0    |
| Phù Đổng        | 1–2  | 2–0  | 1–3 |      | 0–0  | 1–0   | 2–1    |
| Phú Thọ         | 5–0  | 1–1  | 1–1 | 4–1  |      | 1–0   | 4–1    |
| Trẻ Nam Định    | 0–0  | 4–1  | 0–0 | 0–1  | 1–1  |       | 0–0    |
| Trẻ SHB Đà Nẵng | 4–1  | 1–1  | 1–1 | 1–1  | 2–0  | 1–1   |        |

#### Bảng B
| Nhà \ Khách                | BTFC | CAND | ĐNFC | GĐFC | TGFC | THCM | TMFC | VLFC |
| -------------------------- | ---- | ---- | ---- | ---- | ---- | ---- | ---- | ---- |
| Bình Thuận                 |      | 1–2  | 0–1  | 1–0  | 1–4  | 1–1  | 3–2  | 0–0  |
| Công an Nhân Dân           | 1–0  |      | 6–1  | 1–1  | 3–1  | 2–2  | 4–0  | 6–2  |
| Đồng Nai                   | 2–3  | 0–4  |      | 1–2  | 1–3  | 1–2  | 2–0  | 0–2  |
| Gia Định                   | 4–0  | 2–1  | 2–1  |      | 4–0  | 3–0  | 4–2  | 0–0  |
| Tiền Giang                 | 2–3  | 0–5  | 2–3  | 2–3  |      | 2–1  | 2–2  | 1–2  |
| Trẻ Thành phố Hồ Chí Minh  | 1–2  | 0–5  | 1–0  | 0–4  | 1–1  |      | 2–3  | 3–1  |
| Triệu Minh                 | 4–2  | 0–5  | 2–1  | 1–4  | 1–1  | 2–2  |      | 0–4  |
| Xổ số kiến thiết Vĩnh Long | 2–0  | 0–2  | 1–2  | 1–2  | 3–1  | 5–0  | 1–0  |      |

## Vòng chung kết

### Vòng bán kết
| Phú Thọ                                         | 0–0      | Công an Nhân dân                                                  |
| ----------------------------------------------- | -------- | ----------------------------------------------------------------- |
|                                                 | Chi tiết | - Trần Thanh Sơn 48'                                              |
| Loạt sút luân lưu                               |          |                                                                   |
| - Trần Văn Đạt - Trần Văn Thắng - Bùi Long Nhật | 3–1      | - Huỳnh Tiến Đạt - Nguyễn Duy Kiên - Hoàng Văn Toàn - Phan Du Học |

| Gia Định | 2–3      | Phù Đổng |
| --- | -------- | --- |
| - Trần Tấn Tài 39' - Nguyễn Hoàng Kha 58' - Trương Mười Mười 16' - Phạm Thừa Chí 55' - Nguyễn Anh Việt 61' - Trợ lý HLV Hồ Hoàng Tiến 88' | Chi tiết | - Đoàn Ngọc Trương 22' - Nguyễn Tuấn Hiệp 35', 49' - Trần Đình Thắng 26' - Phạm Văn Thuận 88' - Lê Tiến Thành 90+1' - Lê Quang Đại 90+5' - Trợ lý HLV Nguyễn Anh Tuấn 90+5' - Phạm Văn Quang 90+5' |

Phú Thọ và Phù Đổng đồng vô địch và giành quyền thăng hạng.

### Play-off thăng hạng
| Công an Nhân dân                          | 0–1      | Gia Định                                                          |
| ----------------------------------------- | -------- | ----------------------------------------------------------------- |
| - Bùi Xuân Thịnh 55' - Hoàng Văn Toản 64' | Chi tiết | - Mai Hoàng Sơn 74' - Nguyễn Anh Việt 51' - Huỳnh Minh Nhật 90+3' |

Do đội bóng Gia Định xin rút khỏi giải Hạng Nhất 2021 nên suất tham dự còn lại sẽ thuộc về đội bóng Công An Nhân Dân.

## Tổng kết
- 2 CLB đồng vô địch: Phú Thọ và Phù Đổng
- Hạng 3, lên hạng (nhưng sau đó rút lui): Gia Định
- Hạng 4 (sau đó được lên hạng do Gia Định rút lui): Công An Nhân Dân